# Spatzenhausen
Spatzenhausen er en kommune i Landkreis Garmisch-Partenkirchen i Regierungsbezirk Oberbayern i den tyske delstat Bayern. Den er en del af Verwaltungsgemeinschaft Seehausen am Staffelsee.

## Geografi
Spatzenhausen ligger i Region Oberland mellem søerne Staffelsee und Riegsee.
Ud over Spatzenhausen er der i kommunen landsbyerne Hofheim og Waltersberg.